# Sulimów (Ukraina)
Sulimów (ukr. Сулимів) – wieś na Ukrainie, w rejonie lwowskim (wcześniej w rejonie żółkiewskim)obwodu lwowskiego. Wieś liczy około 615 mieszkańców.
W II Rzeczypospolitej do 1934 samodzielna gmina jednostkowa. Następnie należała do zbiorowej wiejskiej gminy Nadycze w powiecie żółkiewskim w woj. lwowskim. Po wojnie wieś weszła w struktury administracyjne Związku Radzieckiego.